# Ariarates IV Eusebes
Ariarates IV Eusebes (gr. Ἀριαράθης, Ariaráthēs) (zm. 163 p.n.e.) – król Kapadocji od 220 p.n.e. do swej śmierci. Syn króla Kapadocji Ariaratesa III i królowej Stratoniki, córki Antiocha II Theosa, króla państwa Seleucydów.
Ariarates IV wstąpił na tron jako dziecko. Poślubiając córkę Antiocha III Wielkiego, króla państwa Seleucydów, znalazł się w jego obozie politycznym. Tytus Liwiusz, historyk rzymski, w dziele, pt. Dzieje Rzymu od założenia miasta podał, że Antioch wysłał ludzi do Kapadocji po pomoc wojskową (ks. XXXVII, rozdz. 31). W wyniku przymierza z teściem, Ariarates pomagał mu w jego wojnie przeciw Rzymowi (tzw. wojna syryjska). Wysłał mu dwa tysiące żołnierzy. Dołączyli oni do falangitów i tysiąc pięciuset osobowej piechoty gallogreckiej na lewe skrzydło armii (XXXVII 40). W r. 190 p.n.e. doszło do bitwy pod Magnezją, w której przegrał Antioch. Ariarates postanowił wysłać posłów do Rzymu z prośbą o pokój w 188 r. Posłowie prosili o łaskę oraz możność zapłaty odszkodowania za wyrządzone szkody w wyniku udzielenia pomocy królowi Antiochowi. W odpowiedzi Rzymianie kazali zapłacić sześćset talentów (XXXVIII 37). Po pewnym czasie postanowili obniżyć do połowy kwotę Ariaratesowi, z powodu króla Pergamonu Eumenesa II Filadelfa, który zaręczył się z jego córką Stratoniką. Przyjęto go również w poczet przyjaciół Rzymian (XXXVIII 39). W latach 182–179 p.n.e. Ariarates pomagał zięciowi i królowi Pergamonu Eumenesowi II Filadelfowi w wojnie przeciw Farnakesowi I, królowi Pontu.
W r. 172 Ariarates wysłał posłów wraz z synem Ariaratesem, przyszłym królem, do Rzymu. Posłowie powiedzieli, że ich król przysłał królewicza na wychowanie w kulturze i obyczajach rzymskich (XLII 19). Ariarates zobowiązał się do pomocy wojskowej Rzymianom oraz przyłączył się do zięcia Eumenesa II Filadelfa we wszystkich jego zamierzeniach, czy to w czasie pokoju lub wojny (XLII 29). Udzielił on pomocy Rzymianom przeciw królowi macedońskiemu Perseuszowi w III wojnie macedońskiej.
Polibiusz, historyk grecki, pisał, że Trokmowie, jedni z trzech plemion celtyckich w Galacji, oczerniali króla przed Rzymianami, ponieważ chcieli oderwać się od Kapadocji. Wydarzenie to miało miejsce pod koniec życia Ariaratesa. Rzym postanowił wysłać poselstwo pod przewodnictwem Marka Juniusza do Kapadocji, celem rozsądzenia sporu między obydwiema stronami. Rozmowy między Ariaratesem a Rzymianami były prowadzone w przyjaznej atmosferze. Po pewnym czasie przybyło drugie poselstwo rzymskie z Gnejuszem Oktawiuszem i Spuriuszem Lukrecjuszem. Ci także poruszali temat nieporozumień z Galatami. Król po oświadczeniu, że jest gotów zdać się na ich osąd, mówił o sprawach syryjskich. Podawał, że tam panuje nieład. Zaproponował im pomoc wojskową w ich dalszej misji w te strony. Rzymianie byli wdzięczni za życzliwość, ale odmówili propozycji pomocy. Jeżeli będzie taka potrzeba to go zawiadomią.
Był dwukrotnie żonaty. Z pierwszą żoną, nieznanego imienia, miał córkę:
- Stratonikę, dwukrotnie zamężna, najpierw z królem Pergamonu Eumenesem II Filadelfem, potem z Attalosem II Filadelfem, bratem poprzedniego oraz królem Pergamonu.

Drugą żonę Antiochis, poślubił w 193 r. Była ona córką króla państwa Seleucydów Antiocha III Wielkiego i królowej Laodiki III. Ariarates miał z nią trzech synów:
- Ariarates
- Mitrydates (Ariarates V Eusebes Filopator), przyszły król Kapadocji.
- Orofernes Nikeforos, przyszły konkurent do władzy i król Kapadocji.